# Сергей Краковски
Сергей Краковски (на украински: Сергій Краковський; на руски: Сергей Краковский) е съветски и украински футболист и треньор. Почетен майстор на спорта на СССР (1978).

## Кариера
Започва да играе в Судострител Николаев. Между 1977 и 1980 г. е в Динамо Киев, като играе само един мач за отбора. През 1980 г. преминава във ФК Днипро, където прекарва голяма част от кариерата си.
В списъка на „33-те най-добри футболисти на СССР“ 2 пъти: № 3 – 1984 и 1985 г. Част е от състава на СССР на Световното първенство през 1986 г., но не играе.
В началото на 1990-те години на миналия век, заминава за Израел. Приключва кариерата си през 1994 г. в Полесе Житомир.
От 1995 г. е треньор в клубове от Украйна и Русия. От края на 2007 г. до януари 2010 г. е треньор на вратарите в Динамо Киев.

## Отличия

### Отборни
Днипро Днепропетровск
- Съветска Висша лига: 1983, 1988
- Купа на СССР по футбол: 1989